# Paula Wallisch
Paula Wallisch (* 7. Juni 1893 in St. Johann am Pressen als Paulina Pinter; † 19. Juli 1986 in Graz) war eine österreichische Politikerin und Widerstandskämpferin. Nach einer Verhaftung durch die Gestapo lebte sie nach 1939 unter falschem Namen als Paula Fuhrmann in Graz. Sie schrieb auch unter dem Pseudonym Lily Glas.

## Leben
Paula Pinter wurde am 7. Juni 1893 als unehelicher Tochter des Maschinisten und Sozialdemokraten Georg Pinter (* 9. Februar 1865 in Hüttenberg; † 1937) und der Paulina „Paula“ Buchbauer (* 30. Mai 1868 in Hüttenberg; † 1942) auf der Adresse Mosinz 52 in St. Johann am Pressen geboren und noch am selben Tag auf den Namen Paulina getauft. Sie hatte drei Geschwister: Sofie, Georg und Margarete. Die Eltern heirateten am 6. Juni 1897, woraufhin auch die Vaterschaft Georg Pinters im Taufbuch eingetragen wurde. Sie absolvierte in Marburg an der Drau die Volks- und Bürgerschule und einen Kindergärtnerinnenkurs. Im Anschluss arbeitete sie in Szeged und traf dort ihren späteren Ehemann Koloman Wallisch. Die Hochzeit sollte am 5. August 1914 stattfinden, musste aber wegen des Kriegsbeginns auf unbestimmte Zeit verschoben werden. Sie war als Erzieherin tätig und wurde durch ihren Mann in die sozialdemokratische Arbeit involviert. Die Russische Revolution und der Prozess gegen Friedrich Adler förderten diese Entwicklung noch zudem.
Das Paar Wallisch spielte nach dem Krieg in der ungarischen Revolution eine nicht unbedeutende Rolle. Nach der Konterrevolution mussten sie aus Ungarn flüchten. Auch der Heimatort von Paula Wallisch brachte keine Sicherheit und sie flüchteten weiter nach Fürstenfeld. Am Parteitag des Jahres 1920 lernten Paula und Koloman Wallisch den damaligen Bürgermeister von Bruck an der Mur kennen. Dieser überzeugte das Paar, 1921 nach Bruck überzusiedeln.
Nach der Machtübernahme durch das austrofaschistische Regime im Februar 1934 wurde Koloman Wallisch standrechtlich hingerichtet. In Ein Held stirbt beschreibt sie diese Zeit aus ihrer Sicht genau. Nach dem Tod ihres Mannes und der Verbüßung einer Haftstrafe ging sie zurück in ihren Geburtsort. Durch Unterstützung Otto Bauers gelangte sie in die Tschechoslowakei. Ihre Aufgabe bestand in Brünn im Besuch der Flüchtlingslager. Sie sollte den Abwerbungsversuchen der Kommunisten entgegenwirken. Weil sie als Frau besser als Kurier einsetzbar war, fuhr sie oft durch das nationalsozialistische Deutschland. 
Nach der Errichtung des Reichsprotektorats kehrte sie unter falschen Namen nach Graz zurück. Dort arbeitete sie unter dem Namen Fuhrmann im Landeskrankenhaus Graz. Auch dort war sie in der Widerstandsbewegung aktiv. Nach Ende des Zweiten Weltkrieges gehörte sie von 1945 bis 1956 dem Österreichischen Nationalrat an. Neben der Arbeit als Parlamentarierin war sie aktives Mitglied in verschiedenen Frauen- und Kinderorganisationen. Nach dem Krieg wurde mit Verfügung der Landeshauptmannschaft Steiermark vom 10. Oktober 1945 die Änderung des Familiennamens in Wallisch bewilligt (Erlass der Kärntner Landesregierung vom 7. Dezember 1945).
Am 19. Juli 1986 starb Wallisch 93-jährig in Graz.
Nach einem Antrag des Berufsförderungsinstituts Steiermark an die Stadt Graz im Mai 2006, die Verbindungsstraße zwischen dem Kreisverkehr in der Puchstraße bis zur Herrgottwiesgasse nach Paula Wallisch zu benennen, erfolgte im Jahr 2007 die Straßenbenennung zu Ehren Wallischs.

## Auszeichnungen (Auszug)
- Ehrenring des Landes Steiermark
- Goldenes Abzeichen des Bunds Sozialistischer Freiheitskämpfer und Opfer des Faschismus: 1972
- Ehrenzeichen für Verdienste um die Befreiung Österreichs: 1978

## Veröffentlichungen
- Ein Held stirbt. Deutsche sozialdemokratische Arbeiterpartei in der tschechoslowakischen Republik – Organisationsausgabe, Prag, 1935, DNB 992931886. Ausgabe von 1935 auch in norwegischer Sprache veröffentlicht: 	En helt dør. Det Norske Arbeiterpartis Forlag, Kopenhagen, 1935, DNB 362442460, Neuauflage: Verlag der Sozialistischen Partei Landesleitung Steiermark, Graz, 1946, DNB 576868159. Neuauflage: Verlag der Landesleitung der SPÖ Steiermark, Graz, 1978, DNB 780487702.
- Der Weg weiter. Aus den Erinnerungen von Paula Wallisch. Herausgeber: Sozialistische Partei Österreichs, Graz, 1974